# MPlayer
MPlayer è un lettore multimediale, gratuito, libero, che offre il supporto di un vasto insieme di formati multimediali.

## Storia
Lo sviluppo di MPlayer è incominciato nel 2000.
All'autore originale Árpád Gereöffy si unirono in seguito altri programmatori dediti allo sviluppo del player; all'inizio la maggior parte degli sviluppatori veniva dall'Ungheria ma attualmente provengono da tutto il mondo.
Alex Beregszászi ha mantenuto MPlayer fino al 2003, quando Árpád Gereöffy lasciò lo sviluppo di MPlayer per iniziare un lavoro su una seconda generazione di MPlayer chiamata MPlayer G2. Il progetto fu in seguito abbandonato.
Il 20 febbraio 2009, sul sito ufficiale del progetto, gli sviluppatori hanno annunciato di aver implementato il supporto alle librerie open source VDPAU, inizialmente sviluppate da NVIDIA Corporation e successivamente adottate anche da S3 Graphics. Tuttavia, non tutte le GPU le supportano, ma solo i modelli più recenti.
Il 4 febbraio 2010 è stata annunciata la disponibilità del supporto alle recenti GPU ATI ed alle macchine basate su CPU Intel Atom.

## Caratteristiche

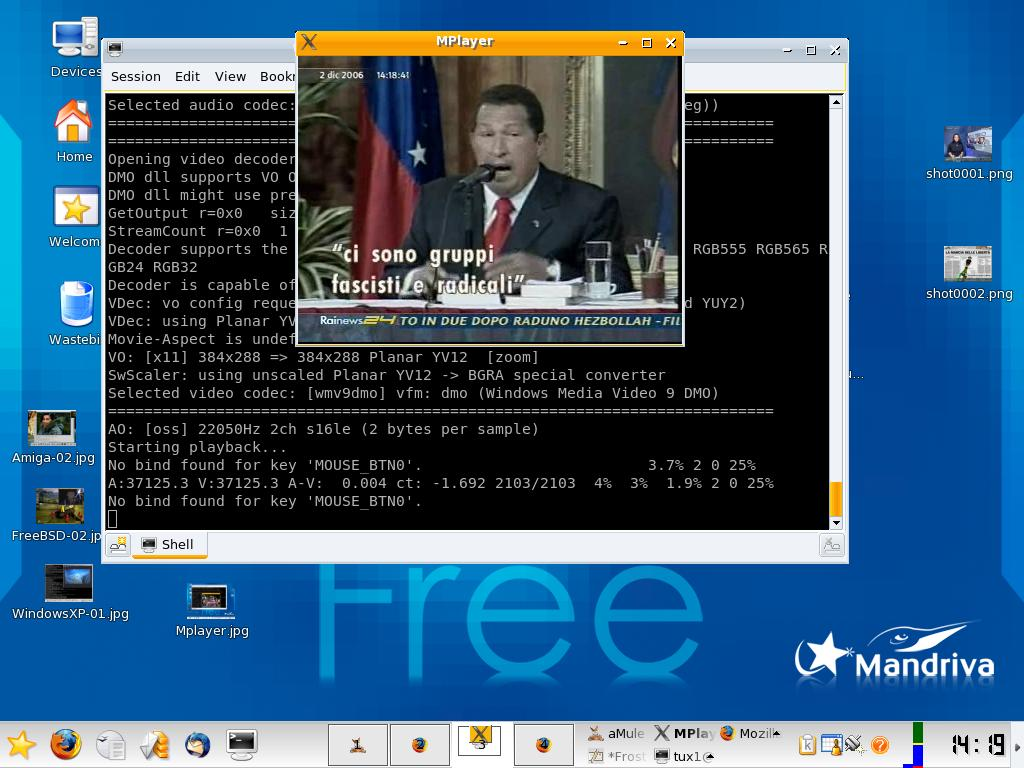
Il programma in esecuzione su Mandriva 2007 mentre riproduce lo stream di Rai News 24

Il programma gira su tutti i principali sistemi operativi, tra cui Linux e altri sistemi Unix-like, Windows, AmigaOS e macOS ed è distribuito sotto la seconda versione della GNU General Public License.
Il programma inizialmente veniva chiamato "MPlayer - Il Movie Player Per Linux" ma, con il crescente supporto di altri sistemi operativi oltre a Linux, è stato rinominato "MPlayer - Il Movie Player".
MPlayer nasce come programma a riga di comando ma ha un'interfaccia grafica nativa opzionale, chiamata GMPlayer, disponibile per X e recentemente anche per Windows, anche se quest'ultima non supporta la modifica dell'aspetto tramite skin.
Sono inoltre disponibili molte altre interfacce grafiche che funzionano da frontend, ossia interagendo direttamente con la versione a riga di comando, come il software KMPlayer nell'ambiente grafico KDE e MPlayer Control, una GUI per Windows.
La possibilità di girare in un ambiente operativo privo di interfaccia grafica ma dotato della sola interfaccia testuale, unitamente al supporto alle estensioni multimediali del microprocessore (tra cui MMX, SSE, 3DNow!) rende MPlayer estremamente veloce ed efficiente, capace di riprodurre molti video moderni anche su macchine datate. Inoltre è in grado di sfruttare l'accelerazione di alcuni processori grafici, tra cui: ATI Rage 128, Radeon, 3dfx Voodoo, Matrox G200 e G400.
La maggior parte dei codec video e audio è supportata nativamente attraverso la libreria libavcodec del progetto FFmpeg.
Per quei formati per i quali nessun decoder sia stato ancora implementato, MPlayer dipende dal supporto dei codec binari.
Può utilizzare direttamente i decoder binari (le DLL di Windows) con l'aiuto di un caricatore DLL derivato dal progetto Wine.
La combinazione del software di decriptazione del CSS, di codec di Windows, l'implementazione dei codec coperti dai brevetti software, e della GPL ha messo MPlayer, pienamente funzionante, nella cerchia legale condivisa da tutti i media player open source.
In passato MPlayer ha incluso OpenDivX, una libreria decoder incompatibile con la GPL.
Insieme a Mplayer viene fornito l'encoder di film MEncoder. Questo programma può elaborare un file audio o video in uno dei formati supportati dal player e può ri-codificarlo in un altro formato, opzionalmente applicando al filmato trasformazioni geometriche o filtri audio o video durante il processo di codifica.

## Formati supportati
I formati gestiti dal programma sono:
| Supporti fisici        | CD, DVD, Video CD, Webcam |
| Container multimediali | 3gp, AVI, ASF, Matroska, QuickTime, MPEG-4, Ogg, RealMedia                                                                          |
| Codec video            | 3ivx, Cinepak, DivX, DV, H.263, H.264, HuffYUV, Intel Indeo, MJPEG, MPEG-1, MPEG-2, MPEG-4, Real Video, Sorenson, Theora, WMV, XviD |
| Codec audio            | AAC, AC3, ALAC, AMR, FLAC, MP3, RealAudio, Shorten, Speex, Ogg Vorbis, WMA                                                          |

MPlayer gestisce una varietà di differenti dispositivi di output per visualizzare i video, compreso X11, Quartz Compositor, DirectX, VESA (in passato), SDL e alcuni divertenti come l'ASCII art e Blinkenlights.
MPlayer può anche riprodurre i principali stream disponibili su internet e salvarli come file.